# 100 najlepszych książek Norweskiego Klubu Książki
100 najlepszych książek Norweskiego Klubu Książki – lista 100 najważniejszych książek w historii, głównie powieści, która powstała w 2002 roku. 100 pisarzy z 54 krajów zaproponowało po 10 utworów (z Polski Olga Tokarczuk). Lista miała przedstawiać literaturę całego świata, wszystkich kontynentów, kultur i epok historycznych.
Nie stworzono żadnej hierarchii, wszystkie książki są sobie równe, choć wskazano Don Kichota jako „najlepsze istniejące dzieło literackie”.
Fiodor Dostojewski jest pisarzem z największą liczbą książek na liście, czterema. William Szekspir, Franz Kafka i Lew Tołstoj pojawiają się trzykrotnie.
Ze stu książek jedenaście napisały kobiety, 85 mężczyźni, autorzy czterech są nieznani. Podobnie jest na innych listach tego typu, np. 100 książek XX wieku według „Le Monde”, gdzie 17 000 osób wybrało tylko 12 książek autorstwa kobiet.
Spośród głosujących pisarzy dla 26 pierwszym językiem był angielski. Wybrano 29 książek napisanych po angielsku. Dla porównania, lista „Le Monde” obejmuje aż 49 książek napisanych po francusku.

## Lista książek
| Tytuł                                         | Autor                      | Rok                            | Kraj                                              | Język                |
| --------------------------------------------- | -------------------------- | ------------------------------ | ------------------------------------------------- | -------------------- |
| Wszystko rozpada się                          | Chinua Achebe              | 1958                           | Nigeria                                           | angielski            |
| Baśnie                                        | Hans Christian Andersen    | 1835–1837                      | Dania                                             | duński               |
| Boska komedia                                 | Dante Alighieri            | 1308–1321                      | Włochy                                            | włoski               |
| Epos o Gilgameszu                             | Nieznany                   | XVIII–XVII wiek p.n.e.         | Sumer i Imperium akadyjskie                       | akadyjski            |
| Księga Hioba                                  | Nieznany                   | VII–IV wiek p.n.e.             | Imperium Achemenidów                              | hebrajski            |
| Księga tysiąca i jednej nocy                  | Nieznany                   | 700–1500                       | Indie/Iran/Irak/Egipt/Tadżykistan                 | arabski              |
| Saga o Njalu                                  | Nieznany                   | XIII wiek                      | Islandia                                          | staronordyjski       |
| Duma i uprzedzenie                            | Jane Austen                | 1813                           | Wielka Brytania                                   | angielski            |
| Ojciec Goriot                                 | Honoré de Balzac           | 1835                           | Francja, Monarchia lipcowa                        | francuski            |
| Molloy, Malone umiera, Nienazywalne, trylogia | Samuel Beckett             | 1951–1953                      | Irlandia                                          | francuski, angielski |
| Dekameron                                     | Giovanni Boccaccio         | 1349–1353                      | Włochy                                            | włoski               |
| Fikcje                                        | Jorge Luis Borges          | 1944–1956                      | Argentyna                                         | hiszpański           |
| Wichrowe Wzgórza                              | Emily Brontë               | 1847                           | Wielka Brytania                                   | angielski            |
| Obcy                                          | Albert Camus               | 1942                           | Algieria, Francuskie imperium kolonialne          | francuski            |
| Wiersze                                       | Paul Celan                 | 1952                           | Rumunia w epoce komunizmu, IV Republika Francuska | niemiecki            |
| Podróż do kresu nocy                          | Louis-Ferdinand Céline     | 1932                           | III Republika Francuska                           | francuski            |
| Don Kichot                                    | Miguel de Cervantes        | 1605 (część 1), 1615 (część 2) | Hiszpania                                         | hiszpański           |
| Opowieści kanterberyjskie                     | Geoffrey Chaucer           | 1385–1400                      | Królestwo Anglii                                  | angielski            |
| Nowele i opowiadania                          | Anton Czechow              | 1886                           | Imperium Rosyjskie                                | rosyjski             |
| Nostromo                                      | Joseph Conrad              | 1904                           | Wielka Brytania                                   | angielski            |
| Wielkie nadzieje                              | Charles Dickens            | 1861                           | Wielka Brytania                                   | angielski            |
| Kubuś Fatalista i jego pan                    | Denis Diderot              | 1796                           | I Republika Francuska                             | francuski            |
| Berlin Alexanderplatz                         | Alfred Döblin              | 1929                           | Niemcy, Republika Weimarska                       | niemiecki            |
| Zbrodnia i kara                               | Fiodor Dostojewski         | 1866                           | Imperium Rosyjskie                                | rosyjski             |
| Idiota                                        | Fiodor Dostojewski         | 1869                           | Imperium Rosyjskie                                | rosyjski             |
| Biesy                                         | Fiodor Dostojewski         | 1872                           | Imperium Rosyjskie                                | rosyjski             |
| Bracia Karamazow                              | Fiodor Dostojewski         | 1880                           | Imperium Rosyjskie                                | rosyjski             |
| Miasteczko Middlemarch                        | George Eliot               | 1871                           | Wielka Brytania                                   | angielski            |
| Niewidzialny człowiek                         | Ralph Ellison              | 1952                           | Stany Zjednoczone                                 | angielski            |
| Medea                                         | Eurypides                  | 431 p.n.e.                     | Grecja                                            | grecki               |
| Absalomie, Absalomie...                       | William Faulkner           | 1936                           | Stany Zjednoczone                                 | angielski            |
| Wściekłość i wrzask                           | William Faulkner           | 1929                           | Stany Zjednoczone                                 | angielski            |
| Pani Bovary                                   | Gustave Flaubert           | 1857                           | II Cesarstwo Francuskie                           | francuski            |
| Szkoła uczuć                                  | Gustave Flaubert           | 1869                           | II Cesarstwo Francuskie                           | francuski            |
| Romancero cygańskie                           | Federico García Lorca      | 1928                           | Królestwo Hiszpanii (1874-1931)                   | hiszpański           |
| Sto lat samotności                            | Gabriel García Márquez     | 1967                           | Kolumbia                                          | hiszpański           |
| Miłość w czasach zarazy                       | Gabriel García Márquez     | 1985                           | Kolumbia                                          | hiszpański           |
| Faust                                         | Johann Wolfgang von Goethe | 1832                           | Saksonia-Weimar                                   | niemiecki            |
| Martwe dusze                                  | Nikołaj Gogol              | 1842                           | Imperium Rosyjskie                                | rosyjski             |
| Blaszany bębenek                              | Günter Grass               | 1959                           | Republika Federalna Niemiec (1949–1990)           | niemiecki            |
| Wielkie pustkowie                             | João Guimarães Rosa        | 1956                           | Brazylia                                          | portugalski          |
| Głód                                          | Knut Hamsun                | 1890                           | Norwegia                                          | norweski             |
| Stary człowiek i morze                        | Ernest Hemingway           | 1952                           | Stany Zjednoczone                                 | angielski            |
| Iliada                                        | Homer                      | 760–710 p.n.e.                 | Grecja                                            | grecki               |
| Odyseja                                       | Homer                      | VIII wiek p.n.e.               | Grecja                                            | grecki               |
| Nora                                          | Henrik Ibsen               | 1879                           | Norwegia                                          | norweski             |
| Ulisses                                       | James Joyce                | 1922                           | Wolne Państwo Irlandzkie                          | angielski            |
| Opowiadania                                   | Franz Kafka                | 1924                           | Czechosłowacja                                    | niemiecki            |
| Proces                                        | Franz Kafka                | 1925                           | Czechosłowacja                                    | niemiecki            |
| Zamek                                         | Franz Kafka                | 1926                           | Czechosłowacja                                    | niemiecki            |
| Siakuntala                                    | Kalidasa                   | I wiek p.n.e. – IV wiek n.e.   | Indie, Imperium Guptów                            | sanskryt             |
| Głos góry                                     | Yasunari Kawabata          | 1954                           | Japonia                                           | japoński             |
| Grek Zorba                                    | Nikos Kazandzakis          | 1946                           | Grecja                                            | grecki               |
| Synowie i kochankowie                         | D.H. Lawrence              | 1913                           | Wielka Brytania                                   | angielski            |
| Niezależni                                    | Halldór Laxness            | 1934–1935                      | Islandia                                          | islandzki            |
| Wiersze                                       | Giacomo Leopardi           | 1818                           | Włochy                                            | włoski               |
| Złoty notes                                   | Doris Lessing              | 1962                           | Wielka Brytania                                   | angielski            |
| Pippi Pończoszanka                            | Astrid Lindgren            | 1945                           | Szwecja                                           | szwedzki             |
| Dziennik szaleńca                             | Lu Xun                     | 1918                           | Chiny                                             | chiński              |
| Dzieci naszej dzielnicy                       | Nadżib Mahfuz              | 1959                           | Egipt                                             | arabski              |
| Buddenbrookowie                               | Thomas Mann                | 1901                           | Cesarstwo Niemieckie                              | niemiecki            |
| Czarodziejska góra                            | Thomas Mann                | 1924                           | Republika Weimarska                               | niemiecki            |
| Moby Dick                                     | Herman Melville            | 1851                           | Stany Zjednoczone                                 | angielski            |
| Próby                                         | Michel de Montaigne        | 1595                           | Francja                                           | francuski            |
| Historia                                      | Elsa Morante               | 1974                           | Włochy                                            | włoski               |
| Umiłowana                                     | Toni Morrison              | 1987                           | Stany Zjednoczone                                 | angielski            |
| Genji monogatari                              | Murasaki Shikibu           | 1000–1012                      | Japonia, Heian                                    | japoński             |
| Człowiek bez właściwości                      | Robert Musil               | 1930–1932                      | Republika Austriacka                              | niemiecki            |
| Lolita                                        | Vladimir Nabokov           | 1955                           | Stany Zjednoczone                                 | angielski            |
| Rok 1984                                      | George Orwell              | 1949                           | Wielka Brytania                                   | angielski            |
| Metamorfozy                                   | Owidiusz                   | I wiek n.e                     | Cesarstwo Rzymskie                                | łacina klasyczna     |
| Księga niepokoju                              | Fernando Pessoa            | 1928                           | Portugalia                                        | portugalski          |
| Opowiadania                                   | Edgar Allan Poe            | 1832–1849                      | Stany Zjednoczone                                 | angielski            |
| W poszukiwaniu straconego czasu               | Marcel Proust              | 1913–1927                      | III Republika Francuska                           | francuski            |
| Gargantua i Pantagruel                        | François Rabelais          | 1532–1534                      | Francja                                           | francuski            |
| Pedro Páramo                                  | Juan Rulfo                 | 1955                           | Meksyk                                            | hiszpański           |
| Masnawi                                       | Rumi                       | 1258–1273                      | Sułtanat Rumu                                     | perski               |
| Dzieci północy                                | Salman Rushdie             | 1981                           | Wielka Brytania, Indie                            | angielski            |
| Ogród drzew                                   | Sadi z Szirazu             | 1257                           | Persja                                            | perski               |
| Sezon migracji na Północ                      | At-Tajjib Salih            | 1966                           | Sudan                                             | arabski              |
| Miasto ślepców                                | José Saramago              | 1995                           | Portugalia                                        | portugalski          |
| Hamlet                                        | William Szekspir           | 1603                           | Królestwo Anglii                                  | angielski            |
| Król Lear                                     | William Szekspir           | 1608                           | Królestwo Anglii                                  | angielski            |
| Otello                                        | William Szekspir           | 1609                           | Królestwo Anglii                                  | angielski            |
| Król Edyp                                     | Sofokles                   | 430 p.n.e.                     | Grecja                                            | grecki               |
| Czerwone i czarne                             | Stendhal                   | 1830                           | Francja, Monarchia lipcowa                        | francuski            |
| Życie i myśli JW Pana Tristrama Shandy        | Laurence Sterne            | 1760                           | Wielka Brytania                                   | angielski            |
| Zeno Cosini                                   | Italo Svevo                | 1923                           | Zjednoczone Królestwo Włoch                       | włoski               |
| Podróże Guliwera                              | Jonathan Swift             | 1726                           | Królestwo Irlandii                                | angielski            |
| Wojna i pokój                                 | Lew Tołstoj                | 1865–1869                      | Imperium Rosyjskie                                | rosyjski             |
| Anna Karenina                                 | Lew Tołstoj                | 1877                           | Imperium Rosyjskie                                | rosyjski             |
| Śmierć Iwana Iljicza                          | Lew Tołstoj                | 1886                           | Imperium Rosyjskie                                | rosyjski             |
| Przygody Hucka                                | Mark Twain                 | 1884                           | Stany Zjednoczone                                 | angielski            |
| Ramajana                                      | Walmiki                    | V wiek p.n.e. – IV wiek p.n.e. | Indie                                             | sanskryt             |
| Eneida                                        | Wergiliusz                 | 29–19 p.n.e.                   | Cesarstwo Rzymskie                                | łacina klasyczna     |
| Mahabharata                                   | Wjasa                      | IX wiek p.n.e. – V wiek p.n.e. | Indie                                             | sanskryt             |
| Źdźbła trawy                                  | Walt Whitman               | 1855                           | Stany Zjednoczone                                 | angielski            |
| Pani Dalloway                                 | Virginia Woolf             | 1925                           | Wielka Brytania                                   | angielski            |
| Do latarni morskiej                           | Virginia Woolf             | 1927                           | Wielka Brytania                                   | angielski            |
| Pamiętniki Hadriana                           | Marguerite Yourcenar       | 1951                           | Francja/Belgia                                    | francuski            |

## Ankietowani pisarze
| Nazwisko                 | Kraj                              |
| ------------------------ | --------------------------------- |
| Czingiz Ajtmatow         | Kirgistan                         |
| Ahmet Altan              | Turcja                            |
| Aharon Appelfeld         | Izrael                            |
| Paul Auster              | Stany Zjednoczone                 |
| Félix de Azúa            | Hiszpania                         |
| Julian Barnes            | Wielka Brytania                   |
| Simin Behbahani          | Iran                              |
| Robert Bly               | Stany Zjednoczone                 |
| André Brink              | RPA                               |
| Suzanne Brøgger          | Dania                             |
| A.S. Byatt               | Wielka Brytania                   |
| Peter Carey              | Australia                         |
| Martha Cerda             | Meksyk                            |
| Jung Chang               | Chiny/Wielka Brytania             |
| Maryse Condé             | Francja                           |
| Mia Couto                | Mozambik                          |
| Jim Crace                | Wielka Brytania                   |
| Edwidge Danticat         | Haiti                             |
| Bei Dao                  | Chiny                             |
| Assia Djebar             | Algieria                          |
| Mahmoud Dowlatabadi      | Iran                              |
| Jean Echenoz             | Francja                           |
| Kerstin Ekman            | Szwecja                           |
| Nathan Englander         | Stany Zjednoczone                 |
| Hans Magnus Enzensberger | Niemcy                            |
| Emilio Estévez           | Kuba                              |
| Nuruddin Farah           | Somalia                           |
| Kjartan Fløgstad         | Norwegia                          |
| Jon Fosse                | Norwegia                          |
| Janet Frame              | Nowa Zelandia                     |
| Marilyn French           | Stany Zjednoczone                 |
| Carlos Fuentes           | Meksyk                            |
| Izzat Ghazzawi           | Palestyna                         |
| Amitav Ghosh             | Indie                             |
| Pere Gimferrer           | Hiszpania                         |
| Nadine Gordimer          | RPA                               |
| Dawid Grossman           | Izrael                            |
| Einar Már Guðmundsson    | Islandia                          |
| Seamus Heaney            | Irlandia                          |
| Christoph Hein           | Niemcy                            |
| Aleksandar Hemon         | Bośnia i Hercegowina              |
| Alice Hoffman            | Stany Zjednoczone                 |
| Chenjerai Hove           | Zimbabwe                          |
| Sonallah Ibrahim         | Egipt                             |
| John Irving              | Stany Zjednoczone                 |
| Per Jersild              | Szwecja                           |
| Yaşar Kemal              | Turcja                            |
| Jan Kjærstad             | Norwegia                          |
| Milan Kundera            | Czechy/Francja                    |
| Leena Lander             | Finlandia                         |
| John le Carré            | Wielka Brytania                   |
| Siegfried Lenz           | Niemcy                            |
| Doris Lessing            | Wielka Brytania                   |
| Astrid Lindgren          | Szwecja                           |
| Viivi Luik               | Estonia                           |
| Amin Maalouf             | Liban/Francja                     |
| Claudio Magris           | Włochy                            |
| Norman Mailer            | Stany Zjednoczone                 |
| Tomás Eloy Martínez      | Argentyna                         |
| Frank McCourt            | Irlandia/Stany Zjednoczone        |
| Gita Mehta               | Indie                             |
| Ana Miranda              | Brazylia                          |
| Rohinton Mistry          | Indie/Kanada                      |
| Abd ar-Rahman Munif      | Arabia Saudyjska                  |
| Herta Müller             | Rumunia                           |
| V.S. Naipaul             | Trynidad i Tobago/Wielka Brytania |
| Cees Nooteboom           | Holandia                          |
| Ben Okri                 | Nigeria/Wielka Brytania           |
| Orhan Pamuk              | Turcja                            |
| Sara Paretsky            | Wielka Brytania                   |
| Jayne Anne Phillips      | Stany Zjednoczone                 |
| Walentin Rasputin        | Rosja                             |
| João Ubaldo Ribeiro      | Brazylia                          |
| Alain Robbe-Grillet      | Francja                           |
| Salman Rushdie           | Indie/Wielka Brytania             |
| Nawal as-Sadawi          | Egipt                             |
| Hanan al-Shaykh          | Liban                             |
| Nihad Sirees             | Syria                             |
| Göran Sonnevi            | Szwecja                           |
| Susan Sontag             | Stany Zjednoczone                 |
| Wole Soyinka             | Nigeria                           |
| Gerold Späth             | Szwajcaria                        |
| Graham Swift             | Wielka Brytania                   |
| Antonio Tabucchi         | Włochy                            |
| Fouad al-Tikerly         | Irak                              |
| D.M. Thomas              | Wielka Brytania                   |
| Adam Thorpe              | Wielka Brytania                   |
| Kirsten Thorup           | Dania                             |
| Aleksander Tkaczenko     | Rosja                             |
| Pramoedya Ananta Toer    | Indonezja                         |
| Olga Tokarczuk           | Polska                            |
| Michel Tournier          | Francja                           |
| Jean-Philippe Toussaint  | Belgia                            |
| Mehmed Uzun              | Turcja                            |
| Nils-Aslak Valkeapää     | Sápmi (Laponia)                   |
| Wasilis Wasilikos        | Grecja                            |
| Yvonne Vera              | Zimbabwe                          |
| Fay Weldon               | Wielka Brytania                   |
| Christa Wolf             | Niemcy                            |
| A.B. Yehoshua            | Izrael                            |
| Spôjmaï Zariâb           | Afganistan                        |